# Don Young
Donald Edwin Young, detto Don (Meridian, 9 giugno 1933 – Los Angeles, 18 marzo 2022) è stato un politico statunitense, membro della Camera dei Rappresentanti per lo stato dell'Alaska per 49 anni, dal 1973 sino alla sua morte nel 2022.

## Biografia
Donald Edwin Young è nato nel giugno 1933 a Meridian, nella contea di Sutter, in California, secondo di tre figli di Russell Lawhead "Cy" Young Sr. e Arlene Marcella Bucy. Ha conseguito un diploma in scienze dell'educazione allo Yuba College nel 1952 e una laurea al Chico State College nel 1958. Ha prestato servizio nell'esercito degli Stati Uniti  dal 1955 al 1957.
Young si trasferì in Alaska nel 1959, non molto tempo dopo che era diventato uno stato. Alla fine si stabilì a Fort Yukon, allora una città di 700 abitanti sul fiume Yukon, sette miglia sopra il Circolo polare artico nella regione interna centrale dell'Alaska. Si guadagnava da vivere con l'edilizia, la pesca e l'estrazione dell'oro. Ha comandato un rimorchiatore e ha condotto un'operazione di chiatte per consegnare prodotti e rifornimenti ai villaggi lungo il fiume Yukon. Durante gli inverni insegnava in quinta elementare presso la locale scuola elementare del Bureau of Indian Affairs.

## Carriera politica
La carriera politica di Young iniziò nel 1964 quando, dopo l'adesione al Partito Repubblicano, fu eletto sindaco di Fort Yukon, in carica fino al 1968. Si candidò nel 1964 anche alla Camera dei rappresentanti dell'Alaska, ma finì decimo, con i primi sette candidati eletti. Successivamente ottenne un seggio all'interno della legislatura statale dell'Alaska, eletto nel Distretto I insieme al senatore repubblicano di lunga data John Butrovič.
Nel 1972 Young si candidò alla Camera dei Rappresentanti contro il deputato democratico in carica Nick Begich. Durante gli ultimi giorni della campagna elettorale, Begich scomparve durante un viaggio aereo ma ciononostante riuscì a sconfiggere con ampio margine Young. A dicembre Begich venne dichiarato deceduto e così furono indette nuove elezioni per assegnare il seggio; Young vi prese parte e riuscì a vincerle di misura.
Negli anni successivi Young venne sempre riconfermato dagli elettori con discrete percentuali di voto risultando essere alla fine il quinto deputato in carica da più tempo (il secondo repubblicano dopo Bill Young della Florida).

## Vita privata
Nel 1963 Young sposò Lula Fredson, che lavorava come contabile a Fort Yukon. Era una Gwich'in e la figlia più giovane del leader dei Gwich'in dell'inizio del XX secolo John Fredson. Si è offerta volontaria lavorando come manager nell'ufficio del Congresso di Young a Washington, DC. Avevano due figlie ed erano membri della Chiesa Episcopale. Lula è morta il 1º agosto 2009, all'età di 67 anni.
Il 17 agosto 2014, Young ha annunciato il suo fidanzamento con Anne Garland Walton, un'infermiera di volo di Fairbanks. Si sono sposati il 9 giugno 2015, il giorno del suo compleanno, 82 anni.

### Morte
Il 18 marzo 2022, Young era su un volo da Los Angeles a Seattle mentre viaggiava in rotta verso l'Alaska. Verso la fine del volo, ha perso conoscenza,  ed è stato dichiarato morto, all'età di 88 anni, dopo che l'aereo è atterrato all'Aeroporto Internazionale di Seattle-Tacoma.  Sul volo c'erano anche sua moglie Anne Garland Walton e il direttore delle comunicazioni Zack Brown.
Young è stato sepolto nella National Statuary Hall del Campidoglio degli Stati Uniti il 29 marzo 2022, prima del suo servizio funebre. Fu la 43° persona ad avere questo onore dal 1852.
Mary Peltola, democratica, è stata eletta come deputata per il seggio di Young in elezioni speciali nell'agosto 2022.